# Кёппен, Пётр Иванович
Пётр Ива́нович Кёппен (19 февраля (2 марта) 1793, Харьков — 23 мая (4 июня) 1864, Карабаг) — русский учёный немецкого происхождения. Издавал труды по истории, географии, этнографии, демографии и статистике. Член-корреспондент (1826), адъюнкт по статистике (1837), экстраординарный академик (1839), ординарный академик (1843) Петербургской академии наук. Действительный статский советник (1849).

## Биография
Родился 19 февраля (2 марта) 1793 года в Харькове в семье врача, немца из Касселя, доктора Магдебургского университета, который был приглашён в Россию в 1786 году и получил в заведование больницы в Харькове и все медицинские учреждения в Харьковской губернии.
В 1814 году окончил Харьковский университет со степенью магистра правоведения и переехал в Санкт-Петербург. С 1814 по 1819 г. служил в Почтовом департаменте Министерства внутренних дел, по протекции родственника, мужа родной тёти, статского советника Н. М. Яновского, в должности младшего помощника столоначальников Второго Отделения. В 1819 г. служил чиновником для особых поручений при Министерстве внутренних дел, также был секретарем Комитета по ученой части Императорского человеколюбивого общества (1817—1821).

Находился в заграничном путешествии с 1822 по 1824 г., по возвращении служил чиновником для особых поручений при Департаменте народного просвещения (1825—1826). В 1825 году Тюбингенский университет присвоил П. И. Кёппену степень доктора философии, в следующем году Петербургская академия наук избрала его членом-корреспондентом. В 1827 году Кёппен впервые издал Фрейзингенские отрывки — древнейший текст на славянском языке, записанный латиницей. В 1829—1834 годах проживал в Таврической губернии, занимался сбором материалов по географии и истории Крыма. По результатам изысканий в Санкт-Петербурге в 1836 году им была опубликована уточнённая карта юга Крымского полуострова и пространное описание к ней, которое до настоящего времени служит источником по истории и топонимике Крыма.

Карта Южного Крыма к сборнику Петра Кеппена, 1836.
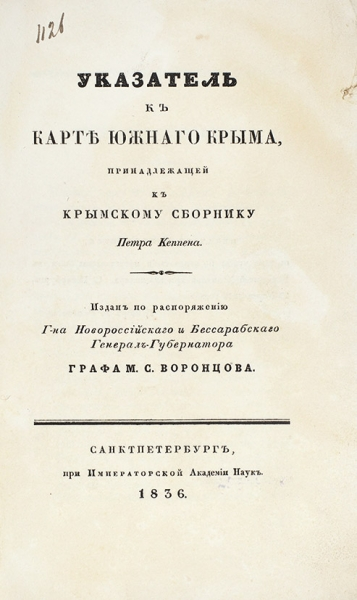
Указатель к карте Южного Крыма, принадлежащей к Крымскому сборнику Петра Кеппена, СПб,  1836
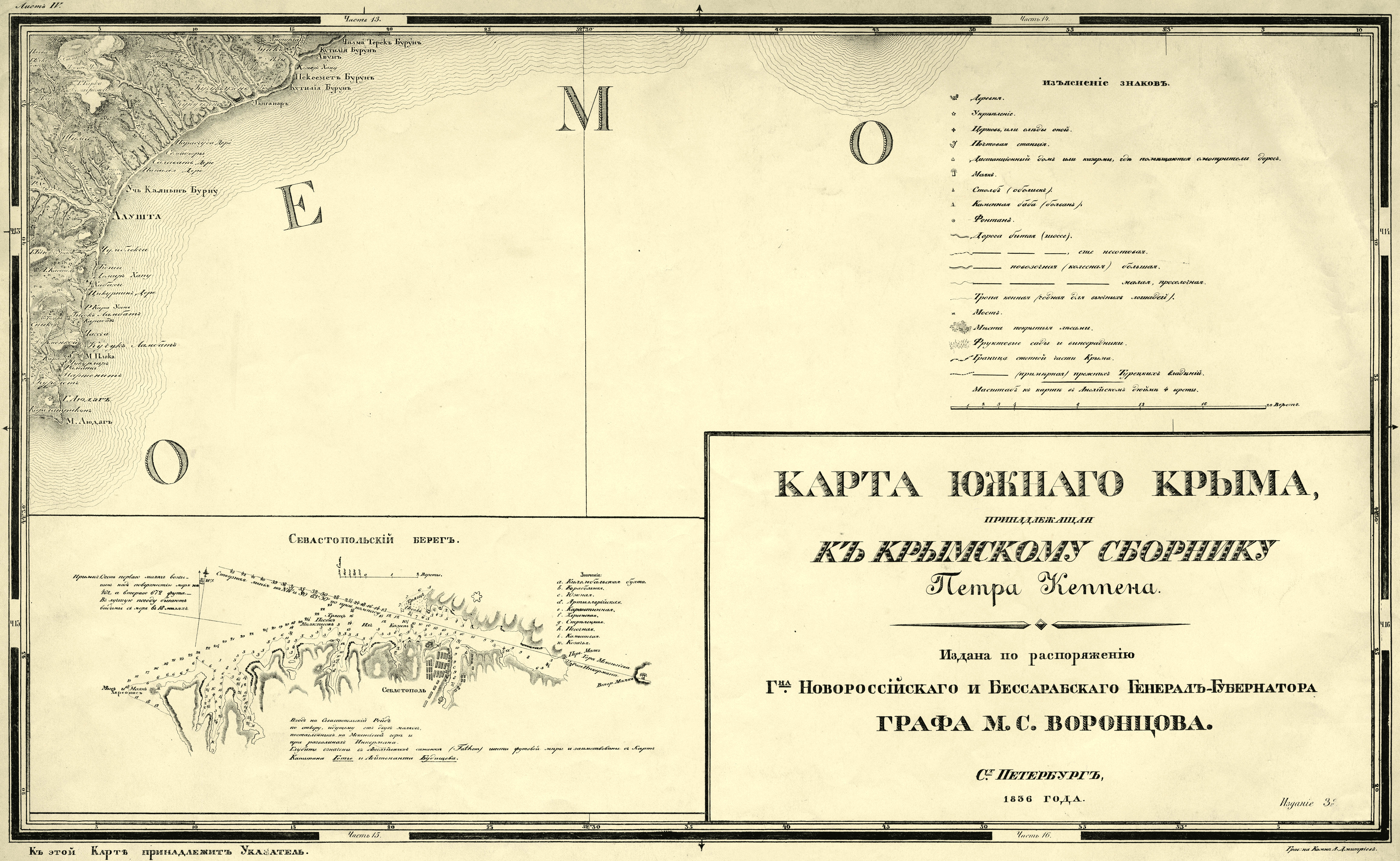
Лист 1 Высокого разрешения
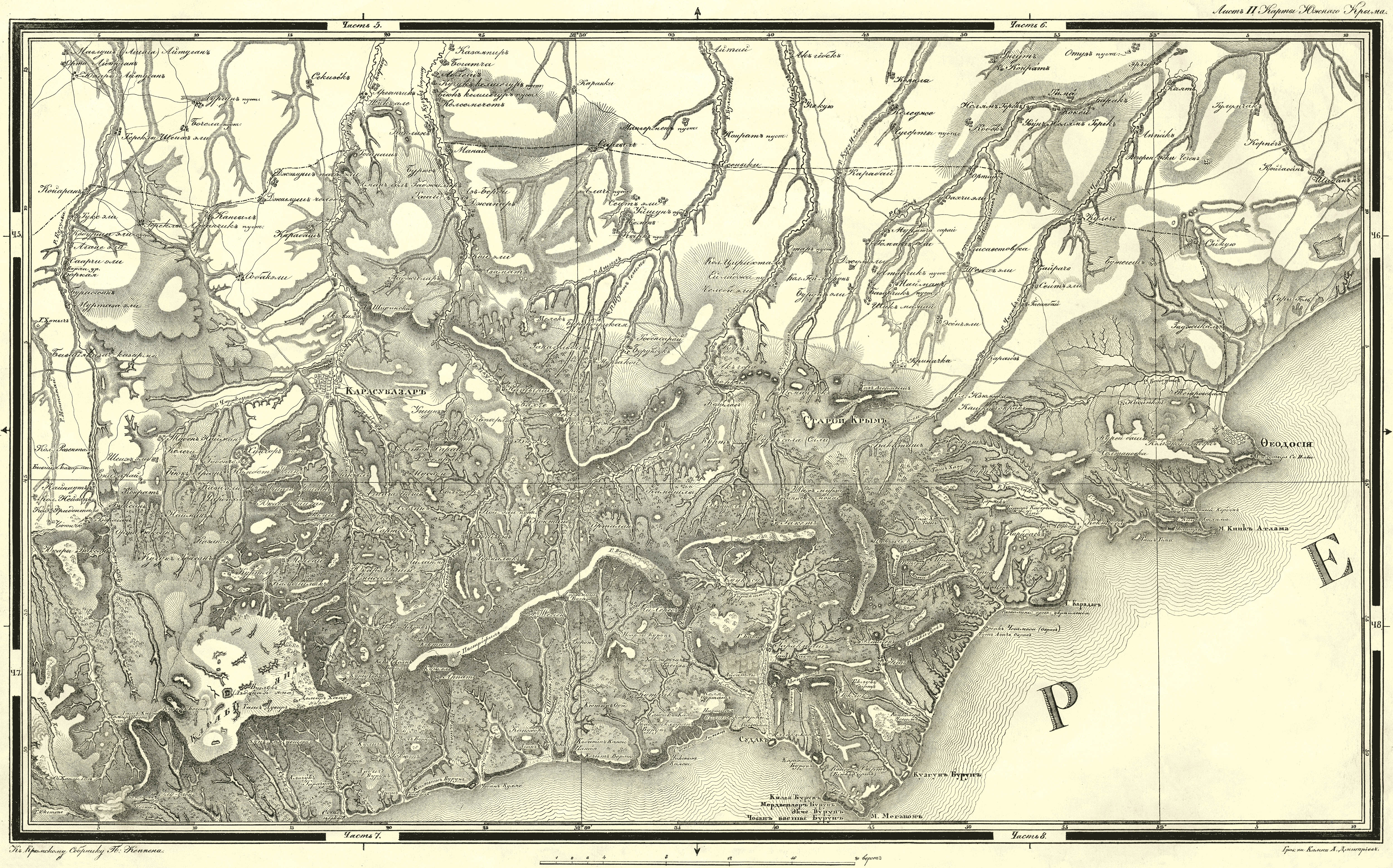
Лист 2 Высокого разрешения
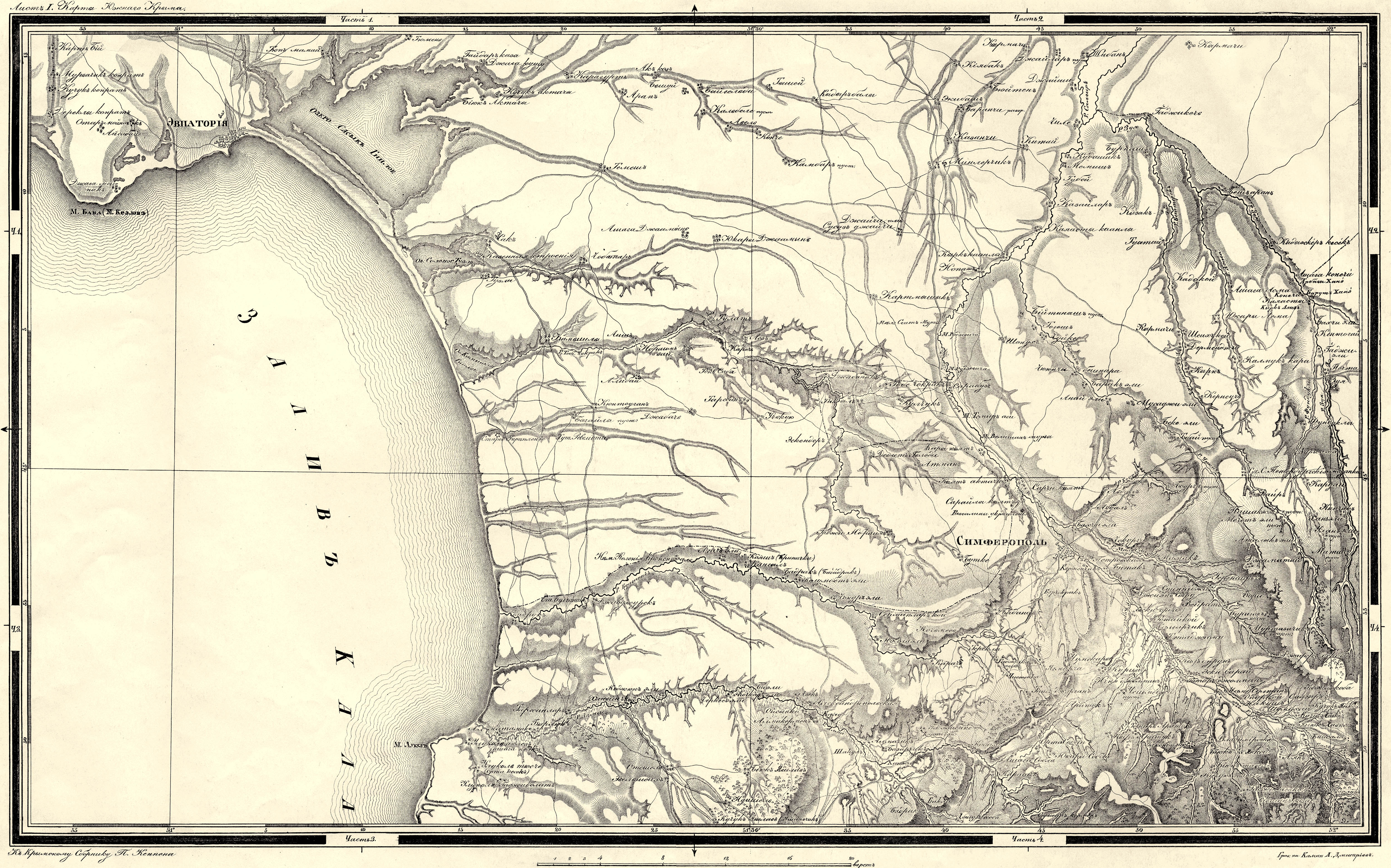
Лист 3 Высокого разрешения
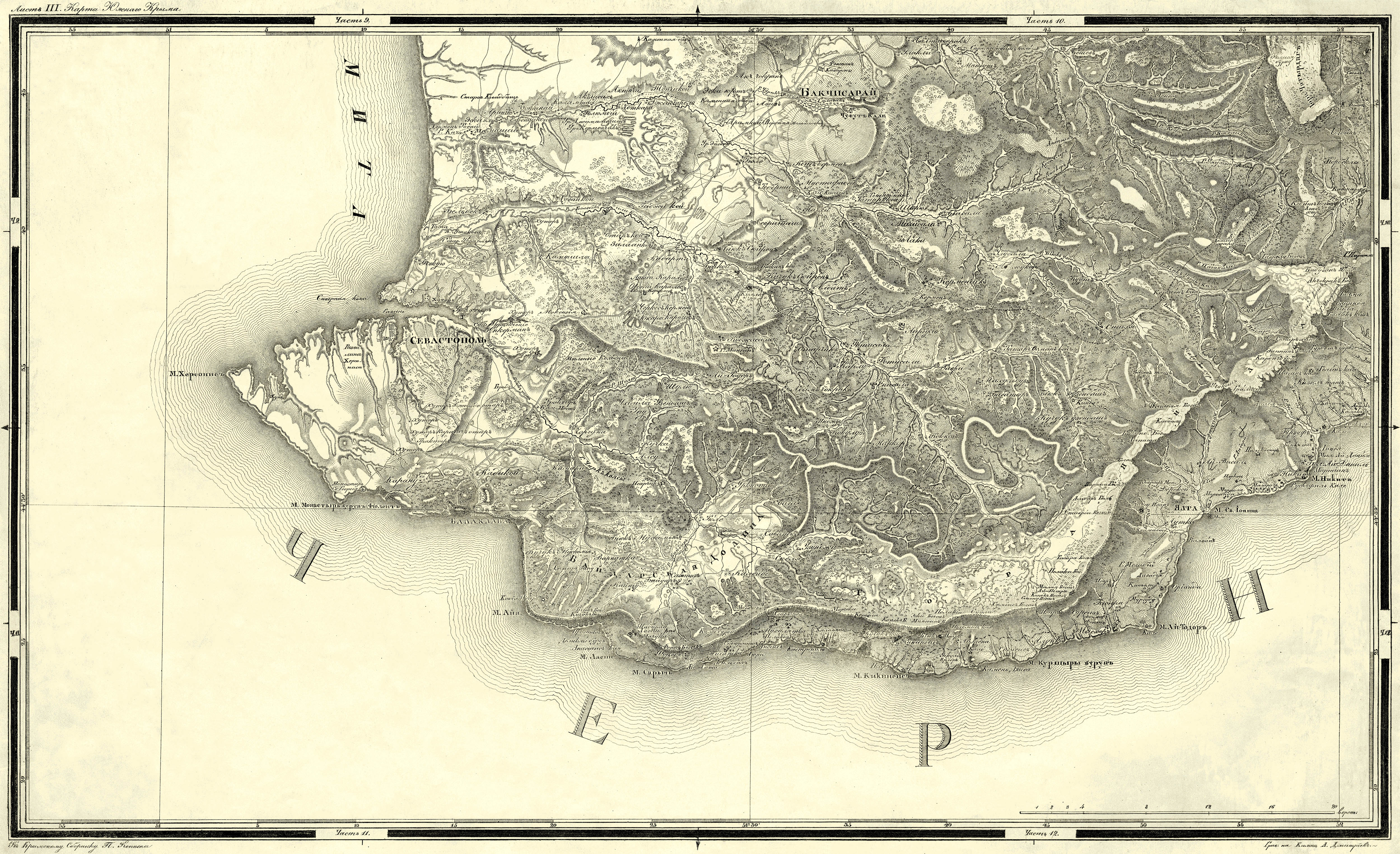
Лист 4 Высокого разрешения

Помимо деятельности в Академии, карьера его была связана с сельским хозяйством и статистикой: помощник главного инспектора по шелководству Министерства внутренних дел (1827—1837), начальник отделения в Министерстве государственных имуществ (1838—1841), член Ученого комитета Министерства государственных имуществ (с 1841 г.).
В 1845 году — один из членов-учредителей Географического общества. С 1845 года — управитель отделения статистики общества. Принимал участие во многих изданиях общества. В 1846 году по поручению Географического общества составил этнографическую карту Европейской России (издана в 1851 г.), над разработкою которой трудился в течение многих лет. За эту карту Географическое общество присудило П. И. Кёппену премию им. Жуковского (1852) и Константиновскую медаль (1853).
Особая заслуга — выяснение бывших имён городов и населённых пунктов Крыма. Например в списке имён города Старый Крым им было собрано 22 имени, от сомнительного названия древней Кареи до Левкополя. Эти исследования были опубликованы в его «Крымском сборнике» в 1837 году, который в свою очередь стал составной частью «Этнографической карты России» изданной в 1851 году.
Кроме упомянутых, с 1825 издавал журнал «Библиографические листы» на русском языке, в котором печаталась «Хронологическая роспись первопечатным славянским книгам», содержавшим сведения не только о кириллических изданиях, но также о книгах , напечатанных глаголицей, и о польских и чешских изданиях латиницей. Особая ценность этого справочника в том, что Кёппен указывал местонахождение книг и источники своих сведений, а также впервые снабдил описания библиографическими справками.
С 1852 года по состоянию здоровья проводил значительную часть времени (1852—1853, 1858—1859, 1860—1864) в Крыму в своём любимом имении Карабаг (ныне Бондаренково близ Алушты), где также родились некоторые из его многочисленных детей.
Скончался 23 мая (4 июня) 1864 (по записям в АН СССР — 22 мая (3 июня) 1864) в имении Карабах, Ялтинский уезд, Таврическая губерния.

## Семья
- Отец — Иван Иванович Кёппен (29.05.1752, Шведт — 02(14).05.1808, Харьков) — один из 24 приглашенных Екатериной II в 1786 году иностранных врачей. Работал заведующим медицинской частью в Харьковской губернии.
- Мать — Каролина Ивановна, урожд. Шульц (18.03.1772, Гамбург — 1851, Харьков)[9].

Дети:
- Три дочери, младшая из которых умерла в младенчестве. Старшая дочь Александра Петровна вышла замуж за Василия Фёдоровича Келлера (13.08.1821, Адзель — 17.10.1888, Карабаг, директор Императорского Никитского сада и Магарачского училища виноделия с 1862 г.), их внуками являются геологи Борис Максимович Келлер и Михаил Михайлович Москвин и специалист в области технологии бетона Владимир Михайлович Москвин. Вторая дочь Наталия Петровна (31.10.1832, Карабаг — 24.03.1904, Карабаг), фенолог[10].
- Четверо сыновей — Фёдор, Николай, Алексей и Владимир Петровичи Кёппены[11].

## Награды, премии и титулы
- 1852 — Полная Жуковская премия Императорского Русского географического общества, за этнографическую карту Европейской России.
- 1854 — Золотая Константиновская медаль Императорского Русского географического общества, за составленную им этнографическую карту Европейской России.

## Членство в организациях
- 1820-е — Вольное общество любителей российской словесности
- до 1830 — Санкт-Петербургское минералогическое общество[12].
- 1845 — Императорское Русское географическое общество, один из учредителей общества.

## Память
Его имя носит улица на территории его имения, ныне — посёлок Бондаренково.

## Труды
Основные научные печатные труды:
- Кёппен П. И. Историческое исследование о Югорской земле, в Российско-Императорском титуле упоминаемой. 1818.
- Кеппен П. И. Список русским памятникам, служащим к составлению истории художеств и отечественной палеографии. — М., 1822. — С. 45—49.
- Кёппен П. И. О виноделии и винной торговле в России. 1832.
- Кёппен П. И. Указатель к карте Южного Крыма, принадлежащей к Крымскому сборнику Петра Кеппена / изд. По распоряжению г-на Новороссийского и Бессарабского генерал-губернатора графа М.С. Воронцова. СПб.: В Имп. Академии наук, 1836. 70 с., 1 л. карт. 22,5×14,5 см.
- Кёппен П. И. Крымский Сборник. СПб., 1837.
- Кеппен П. И. О рогволодовом камне и двинских надписях. // Ученые записки Императорской Академии Наук по первому и третьему отделениям. — СПб., 1855. — Т. 3. — С. 59—70.
- Кёппен П. И. Города и селения Тульской губернии в 1857 г. Издано Императорской Академией наук на основании приходских списков Тульской епархии. СПб., 1858, 1862. С. 234.
- Кёппен П. И. Главные озёра и лиманы Российской империи. 1859
- Кёппен П. И. О народных переписях в России. 1889.